# Khust
Khust (em ucraniano:  Хуст, em alemão:  Chust, em húngaro:  Huszt, em russino:  Хуст, em romeno:  Hust, em Yiddish: כוסט (Khist)) é uma cidade da Ucrânia, situada no Oblast da Transcarpátia. Tem 22 km² de área e sua população em 2020 foi estimada em 28.321 habitantes.